# 彼得·佩列格里尼
彼得·佩列格里尼（發音：[ˈpeter ˈpeleɡriːni]；1975年10月6日—），斯洛伐克政治人物，现任斯洛伐克总统，曾任斯洛伐克总理与副总理、国民议会议长、教育与科学部长、卫生部长。
他曾是方向—社會民主黨党员，但在2020年時帶領方向—社會民主黨部分派系成員脫離成立聲音—社會民主黨。
2024年4月6日，斯洛伐克总统选举进行第二轮投票，佩列格里尼击败前外交部长伊万·科尔乔克，成功当选第6任斯洛伐克总统，并于同年6月15日宣誓就职。

## 生平

### 家世
佩列格里尼為意裔斯洛伐克人。其曾祖父生於奥匈帝国治下的倫巴第-威尼托王國，其後被國家徵召参与萊維采至兹沃伦铁路的建设，自此定居於赫龍河畔捷亞爾區蘭沃卡博布雷米村。

### 初入政壇
其毕业于班斯卡-比斯特里察马杰伊·贝尔大学经济学院和科希策工业大学，在科技大学就读期间研究银行、投资和金融，畢業後於2002年到2006年间担任经济学者，其后得人民党-争取民主斯洛伐克运动、斯洛伐克民族党和方向－社會民主黨引荐，担任国民议会私有化与经济议员卢博米尔·瓦兹尼的顾问。

### 議員
在2006年议会选举中，他代表方向－社會民主黨当选国民议会议员。2010和2012年的选举中再度当选。2012年到2014年7月3日担任财政部副部长，之后担任过教育和科学部长一段短时间。

### 议会议长
2014年11月25日，他当选国民议会议长，继任帕沃尔·帕什卡。2015年，他担任斯洛伐克数字倡导者，这个由欧洲联盟任命的职务负责推广包容性数字社会的优点。

### 总理

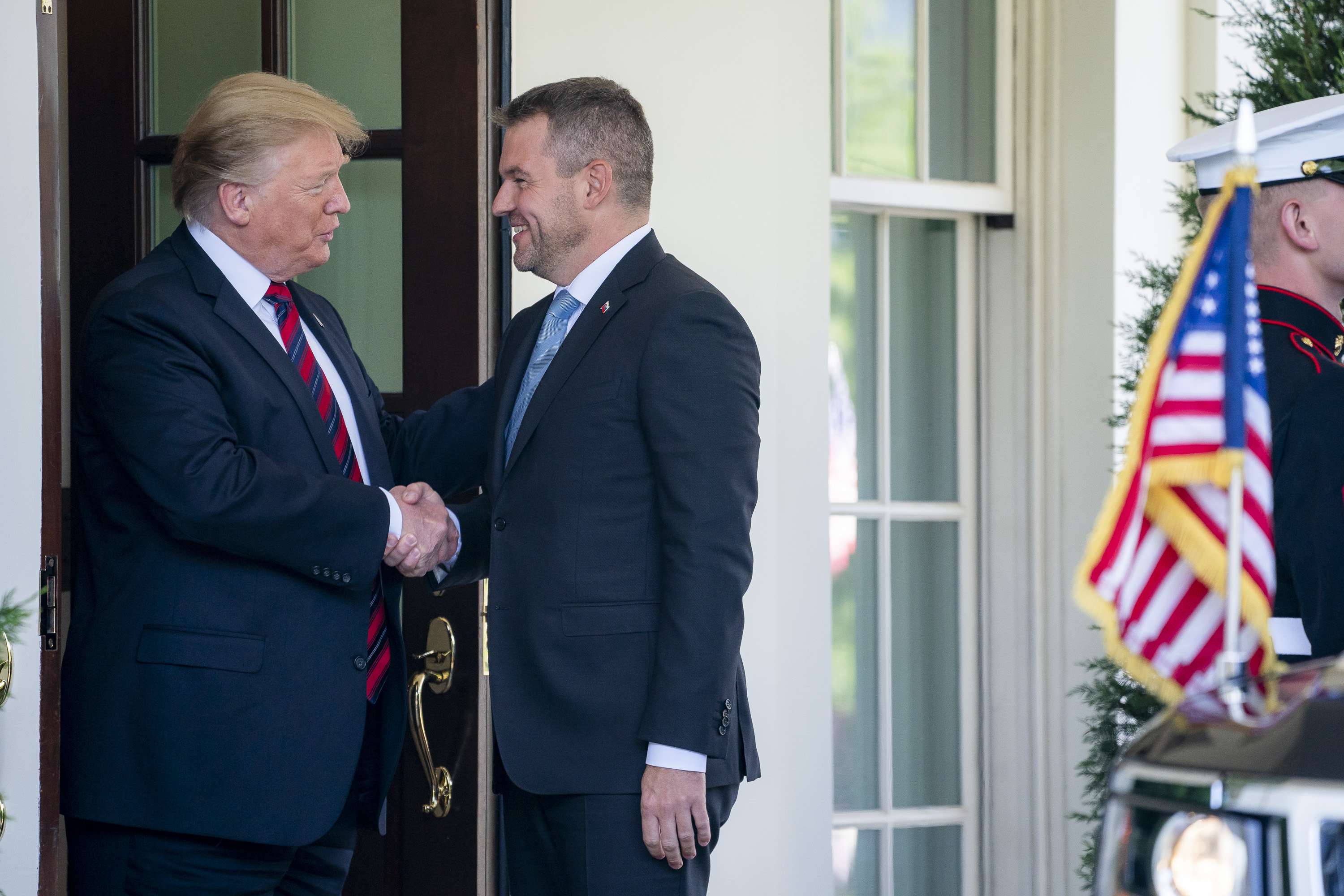
佩莱格里尼在白宫会见唐納·川普。

2016年，佩列格里尼获总理罗贝尔特·菲佐委任为副总理，主管投资与信息化事务。2018年3月15日，佩列格里尼宣誓就任总理，接替受记者扬·库西亚克遇害案影响而辞职的菲佐。2018年3月21日，总统安德雷·基斯卡通过佩列格里尼内阁名单，该名单于下周经国民议会议员投票通过。
2018年4月担任代理内政部长后，佩列格里尼于2019年接任调到斯洛伐克國家銀行出任行长的彼得·卡日米尔。
2019年12月，他继任辞职的安德烈亚·卡拉夫斯卡，担任卫生部长。
在2020年议会选举中，他所在的党输给了由伊戈尔·马托维奇率领的反腐败党普通人與獨立人格。

### 总统
2024年3月23日，斯洛伐克总统选举进行首轮投票，由于9名总统候选人中无人得票率过半，得票率居前两位的前外交部长伊万·科尔乔克和佩列格里尼进入第二轮角逐。
随后在4月6日进行的总统选举第二轮投票中，佩列格里尼击败科尔乔克，赢得2024年斯洛伐克总统选举。